# روان‌شناسی درد: رویکردهای کنترل و درمان
روان‌شناسی درد؛ رویکردهای کنترل و درمان کتابی از رابرت ج. گچل، دنیس سی. ترک با ترجمهٔ محمدعلی اصغری مقدم، بهمن نجاریان، محسن دهقانی است که در سال ۱۳۸۱ منتشر و در مراسم کتاب سال جمهوری اسلامی ایران به‌عنوان کتاب برگزیده معرفی شد.